# Tm3 (1995)
tm3 war ein deutschsprachiger Privatsender unter der Leitung der Tele München Gruppe, der Bauer Verlagsgruppe und von Euvía Media mit Sitz in München. Am 1. September 2001 wurde daraus der Sender 9Live, der wiederum zum 9. August 2011 eingestellt wurde.
Das Ziel des am 25. August 1995 gestarteten Senders war es zunächst, Frauen zu unterhalten, beispielsweise mit Modesendungen oder mit der täglichen Lifestyle-Show Leben & Wohnen, die von Andrea Sokol moderiert wurde.

## Geschichte
Im Oktober 1999 wurde ein Zulassungsantrag folgender sechs Spartenprogramme von der Bayerischen Landeszentrale für neue Medien genehmigt:
- TM3 – Leben & Wohnen: Traumgarten
- TM3 – Leben & Wohnen: Schönes Ambiente
- TM3 – Leben & Wohnen: Gesundes Genießen
- TM3 – Leben & Wohnen: Typgerechte Mode
- TM3 – Sport
- TM3 – Kinospaß

Im selben Jahr hatte sich der ehemalige „Frauensender“ für 850 Millionen DM für vier Jahre die Übertragungsrechte für die UEFA Champions League gesichert und bis zum Verkauf an RTL und Premiere im Jahr 2000 eine Saison live übertragen.
Anfang 2001 startete auf tm3 die Reiseshow urlaubsreif, die noch im selben Jahr in sonnenklar umbenannt wurde. Auf dem Konzept dieser Sendung aufbauend wurde 2003 daraus der Sender sonnenklar.TV. News Corp. übernahm zwischen 1999 und 2000 den Sender und funktionierte ihn zum „Champions-League-Sender“ um. Das Interesse ließ aber bereits 2001 nach; es erfolgte die Übernahme durch die H.O.T. Networks GmbH sowie die ProSiebenSat.1 Media. Am 23. April 2001 startete tm3 unter dem Motto „So live wie das Leben“ eine interaktive Live-Unterhaltung (13 Stunden pro Tag), was den Weg für den Nachfolgesender 9Live ebnete.

## Neustart
Zum 1. Juni 2017 wurde tm3 von Timo C. Storost als neuer Name seines Senders Family TV ins Spiel gebracht. Im Januar 2019 erfolgte schließlich die Umbenennung.